# Tityus soratensis
Espèce
Synonymes
- Tityus bolivianus soratensis Kraepelin, 1911

Tityus soratensis est une espèce de scorpions de la famille des Buthidae.

## Distribution
Cette espèce se rencontre en Bolivie et au Pérou.

## Description
Le mâle syntype mesure 38 mm et la femelle syntype 48 mm.

## Systématique et taxinomie
Cette espèce a été décrite sous le protonyme Tityus bolivianus soratensis par Kraepelin en 1911. Elle est élevée au rang d'espèce par Lourenço et Maury en 1985.

## Étymologie
Son nom d'espèce, composé de sorat[a] et du suffixe latin -ensis, « qui vit dans, qui habite », lui a été donné en référence au lieu de sa découverte, Sorata.

## Publication originale
- Kraepelin, 1911 : « Neue Beiträge zur Systematik der Gliederspinnen. » Mitteilungen aus dem Naturhistorischen Museum (2. Beiheft zum Jahrbuch der Hamburgischen Wissenschaftlichen Anstalten), vol. 28, no 2, p. 59-107 (texte intégral).